# Unión Regional de Derechas
La Unión Regional de Derechas (URD) fue un partido político español de ámbito gallego integrado en la Confederación Española de Derechas Autónomas (CEDA).
Se fundó en 1932 y en marzo de 1933 participó en la constitución de la CEDA. Su líder era Gil Casares y tenía su mayor implantación en la conservadora Santiago de Compostela. Sus juventudes, Juventudes de la Unión Regional de Derechas se formaron en 1934, aunque ya antes existían algunas agrupaciones locales. Tras la sublevación franquista una parte de sus cuadros y militantes se integraron en la FET de las JONS o en las instituciones del nuevo régimen.

## Resultados electorales
En las elecciones de 1933 la URD obtuvo 9 escaños, de ellos 4 en la provincia de La Coruña y en las elecciones de 1936 consiguió 8 escaños.
- Datos: Q11704917